# Brock's Last Case
Brock's Last Case är en amerikansk TV-film från 1973 i regi av David Lowell Rich, med Richard Widmark, Henry Darrow, Beth Brickell och David Huddleston i rollerna.

## Handling
New York-polisen Max Brock (Richard Widmark) drar sig tillbaka till Kalifornien för i lugn och ro odla apelsiner på en liten gård han köpt. Men han dras snart in i ett fall där en indian anklagats för att ha mördar en sheriff.

## Rollista
| Richard Widmark  | – Max Brock          |
| Henry Darrow     | – Arthur Goldencorn  |
| Beth Brickell    | – Ellen Ashley       |
| David Huddleston | – Jack Dawson        |
| Henry Beckman    | – Jake Hinkley       |
| Will Geer        | – J. Smiley Krenshaw |
| John Anderson    | – Joe Cuspis         |
| Michael Burns    | – Stretch Willis     |
| Pat Morita       | – Sam Wong           |
| Victor Mohica    | – Red-Eye            |
| Jean Allison     | – Alma Gamm          |
| Vaughn Taylor    | – Doc Walters        |
| Dub Taylor       | – Judge Robbins      |
| Rudy Bond        | – McNulty            |
| Richard Hale     | – Hathaway           |